# Cúp FA Hàn Quốc 2006
Cúp FA Hàn Quốc 2006, hay Cúp FA Hana Bank vì lý do tài trợ, là mùa giải thứ 11 của Cúp FA Hàn Quốc.

## Thể thức giải đấu
|  | Round of 16                     | Round of 16             |                         |       | Tứ kết | Tứ kết |  |  | Bán kết | Bán kết |  |  | Chung kết | Chung kết |
|  |                                 |                         |                         |       |        |        |  |  |         |         |  |  |           |           |
|  | 12 tháng 7 năm 2006             |                         |                         |       |        |        |  |  |         |         |  |  |           |           |
|  |                                 |                         |                         |       |        |        |  |  |         |         |  |  |           |           |
|  | Goyang Kookmin Bank             | 0 (4)                   |                         |       |        |        |  |  |         |         |  |  |           |           |
|  | Goyang Kookmin Bank             | 0 (4)                   | 12 tháng 8 năm 2006     |       |        |        |  |  |         |         |  |  |           |           |
|  | Gwangju Sangmu                  | 0 (1)                   |                         |       |        |        |  |  |         |         |  |  |           |           |
|  | Gwangju Sangmu                  | 0 (1)                   | Goyang Kookmin Bank     | 1 (5) |        |        |  |  |         |         |  |  |           |           |
|  | 12 tháng 7 năm 2006             |                         | Goyang Kookmin Bank     | 1 (5) |        |        |  |  |         |         |  |  |           |           |
|  |                                 | Gyeongnam FC            | 1 (3)                   |       |        |        |  |  |         |         |  |  |           |           |
|  | Gyeongnam FC                    | Gyeongnam FC            | 1 (3)                   | 2     |        |        |  |  |         |         |  |  |           |           |
|  | Gyeongnam FC                    |                         | 8 tháng 11 năm 2006     | 2     |        |        |  |  |         |         |  |  |           |           |
|  | Incheon Korea National Railroad | 1                       |                         |       |        |        |  |  |         |         |  |  |           |           |
|  | Incheon Korea National Railroad | 1                       | Goyang Kookmin Bank     | 0     |        |        |  |  |         |         |  |  |           |           |
|  | 1 tháng 8 năm 2006              |                         | Goyang Kookmin Bank     | 0     |        |        |  |  |         |         |  |  |           |           |
|  |                                 | Suwon Samsung Bluewings | 2                       |       |        |        |  |  |         |         |  |  |           |           |
|  | FC Seoul                        | Suwon Samsung Bluewings | 2                       | 3     |        |        |  |  |         |         |  |  |           |           |
|  | FC Seoul                        |                         |                         | 3     |        |        |  |  |         |         |  |  |           |           |
|  | Pohang Steelers                 | 1                       |                         |       |        |        |  |  |         |         |  |  |           |           |
|  | Pohang Steelers                 | 1                       | FC Seoul                | 2 (5) |        |        |  |  |         |         |  |  |           |           |
|  | 1 tháng 8 năm 2006              |                         | FC Seoul                | 2 (5) |        |        |  |  |         |         |  |  |           |           |
|  |                                 | Suwon Samsung Bluewings | 2 (6)                   |       |        |        |  |  |         |         |  |  |           |           |
|  | Suwon Samsung Bluewings         | Suwon Samsung Bluewings | 2 (6)                   | 1 (4) |        |        |  |  |         |         |  |  |           |           |
|  | Suwon Samsung Bluewings         |                         | 3 tháng 12 năm 2006     | 1 (4) |        |        |  |  |         |         |  |  |           |           |
|  | Daejeon Citizen                 | 1 (2)                   |                         |       |        |        |  |  |         |         |  |  |           |           |
|  | Daejeon Citizen                 | 1 (2)                   | Suwon Samsung Bluewings | 0     |        |        |  |  |         |         |  |  |           |           |
|  | 12 tháng 7 năm 2006             |                         | Suwon Samsung Bluewings | 0     |        |        |  |  |         |         |  |  |           |           |
|  |                                 | Chunnam Dragons         | 2                       |       |        |        |  |  |         |         |  |  |           |           |
|  | Jeonbuk Hyundai Motors          | Chunnam Dragons         | 2                       | 0 (3) |        |        |  |  |         |         |  |  |           |           |
|  | Jeonbuk Hyundai Motors          |                         |                         | 0 (3) |        |        |  |  |         |         |  |  |           |           |
|  | Incheon United                  | 0 (4)                   |                         |       |        |        |  |  |         |         |  |  |           |           |
|  | Incheon United                  | 0 (4)                   | Incheon United          | 2     |        |        |  |  |         |         |  |  |           |           |
|  | 12 tháng 7 năm 2006             |                         | Incheon United          | 2     |        |        |  |  |         |         |  |  |           |           |
|  |                                 | Đại học Honam           | 1                       |       |        |        |  |  |         |         |  |  |           |           |
|  | Ulsan Hyundai Mipo Dockyard     | Đại học Honam           | 1                       | 1     |        |        |  |  |         |         |  |  |           |           |
|  | Ulsan Hyundai Mipo Dockyard     |                         |                         | 1     |        |        |  |  |         |         |  |  |           |           |
|  | Đại học Honam                   | 2                       |                         |       |        |        |  |  |         |         |  |  |           |           |
|  | Đại học Honam                   | 2                       | Incheon United          | 0 (3) |        |        |  |  |         |         |  |  |           |           |
|  | 12 tháng 7 năm 2006             |                         | Incheon United          | 0 (3) |        |        |  |  |         |         |  |  |           |           |
|  |                                 | Chunnam Dragons         | 0 (4)                   |       |        |        |  |  |         |         |  |  |           |           |
|  | Chunnam Dragons                 | Chunnam Dragons         | 0 (4)                   | 1     |        |        |  |  |         |         |  |  |           |           |
|  | Chunnam Dragons                 |                         |                         | 1     |        |        |  |  |         |         |  |  |           |           |
|  | Busan I'Park                    | 0                       |                         |       |        |        |  |  |         |         |  |  |           |           |
|  | Busan I'Park                    | 0                       | Chunnam Dragons         | 2     |        |        |  |  |         |         |  |  |           |           |
|  | 12 tháng 7 năm 2006             |                         | Chunnam Dragons         | 2     |        |        |  |  |         |         |  |  |           |           |
|  |                                 | Daegu FC                | 0                       |       |        |        |  |  |         |         |  |  |           |           |
|  | Daegu FC                        | Daegu FC                | 0                       | 6     |        |        |  |  |         |         |  |  |           |           |
|  | Daegu FC                        |                         |                         | 6     |        |        |  |  |         |         |  |  |           |           |
|  | Đại học Chungang                | 0                       |                         |       |        |        |  |  |         |         |  |  |           |           |
|  | Đại học Chungang                | 0                       |                         |       |        |        |  |  |         |         |  |  |           |           |

## Kết quả

### Vòng Sơ loại

#### Vòng Một
| Đại học Chungang | 1 – 1 | Đại học Sungkyunkwan |
| ---------------- | ----- | -------------------- |
| Park Jun-Yong 53 |       | 54 Jung Hee-Bong     |

| INGNEX FC | 0 – 3 | Đại học Daegu                                    |
| --------- | ----- | ------------------------------------------------ |
|           |       | 4 Yoo Chang-Hyun 45+1 Cha Ji-Hyun 52 Yoon Jun-Ha |

| Đại học Konkuk | 0 – 0 | Bongshin Club |
| -------------- | ----- | ------------- |
|                |       |               |

| Busan Transportation Corporation | 1 – 2 | Đại học Hongik                    |
| -------------------------------- | ----- | --------------------------------- |
| Song Hong-Seop 82                |       | 55 Kim Young-Joon 90 Lee Sang-Woo |

| Đại học Ulsan    | 1 – 1 | Đại học Hannam  |
| ---------------- | ----- | --------------- |
| Lee Dong-Seop 90 |       | 25 Park Jung-Ho |

| Đại học Soongsil                                                                    | 5 – 1 | Good Bu&Bu     |
| ----------------------------------------------------------------------------------- | ----- | -------------- |
| Kim Ju-Bong 8 Kim Byung-Suk 60 Kim Myung-Woon 68 Lim Kyung-Hyun 79 Park Jong-Jin 84 |       | 11 Je Yong-Sam |

| Đại học Honam                       | 3 – 0 | Pohang City |
| ----------------------------------- | ----- | ----------- |
| Kang Sung-Joo 4, 88 Jeon Hyo-Jun 57 |       |             |

| Đại học Hàn Quốc | 0 – 1 | Đại học Dongguk |
| ---------------- | ----- | --------------- |
|                  |       | 59 Kim Jong-Soo |

### Vòng Chung kết

#### Vòng 32 đội
| Suwon City                       | 2 – 2 | Incheon Korea National Railway     |
| -------------------------------- | ----- | ---------------------------------- |
| Ahn Dae-Hyun 82 Han Dong-Hyuk 88 |       | 22 Shin Dong-Yong 74 Ha Seung-Yong |

| Seongnam Ilhwa Chunma | 1 – 1 | Đại học Chungang |
| --------------------- | ----- | ---------------- |
| Nam Ki-Il 86          |       | 56 Jang Hyuk     |

| Icheon Hummel | 0 – 2 | Incheon United            |
| ------------- | ----- | ------------------------- |
|               |       | 68 Choi Hyo-Jin 80 Selmir |

| Seosan Citizen  | 1 – 4 | Daejeon Citizen                                       |
| --------------- | ----- | ----------------------------------------------------- |
| Kim Tae-Yeop 77 |       | 18, 43 Choi Keun-Shik 71 Jeong Shung-Hoon 87 Denilson |

| FC Seoul                                                        | 4 – 0 | Đại học Hongik |
| --------------------------------------------------------------- | ----- | -------------- |
| Han Dong-Won 4 Han Tae-You 25 Kim Seung-Yong 43 Choi Jae-Soo 53 |       |                |

| Changwon City    | 1 – 2 | Pohang Steelers              |
| ---------------- | ----- | ---------------------------- |
| Shin Young-Jae 8 |       | 53 Lee Won-Jae 65 Go Seul-Ki |

| Gyeongnam FC                      | 2 – 1 | Bongshin Club    |
| --------------------------------- | ----- | ---------------- |
| Jeon Sang-Dae 11 Kim Dong-Chan 61 |       | 35 Chun Jung-Min |

| Chunnam Dragons                  | 2 – 1 | Đại học Hannam  |
| -------------------------------- | ----- | --------------- |
| Baek Seung-Min 53 Gu Hyun-Seo 82 |       | 83 Lee Yoon-Pyo |

| Daejeon Korea Hydro & Nuclear Power | 0 – 1 | Busan I'Park                |
| ----------------------------------- | ----- | --------------------------- |
|                                     |       | 8 Adilson Rerreira De Souza |

| Samsung Suwon Bluewings      | 2 – 0 | Đại học Soongsil |
| ---------------------------- | ----- | ---------------- |
| Itamar 43 Seo Dong-Hyun 90+2 |       |                  |

| Daegu FC                        | 2 – 1 | Đại học Daegu  |
| ------------------------------- | ----- | -------------- |
| Jang Nam-Seok 55 Ha Dae-Sung 86 |       | 3 Hong Jin-Sub |

| Jeju United                        | 2 – 2 | Đại học Honam                     |
| ---------------------------------- | ----- | --------------------------------- |
| Irineu Ricardo 3 Choi Jae-Young 48 |       | 39 Jung Hyun-Yong 62 Kim Jun-Beom |

| Gwangju Sangmu | 1 – 0 | Đại học Dongguk |
| -------------- | ----- | --------------- |
| Lee Jin-Ho 63  |       |                 |

| Goyang KB Kookmin Bank | 0 – 0 | Ulsan Hyundai Horangi |
| ---------------------- | ----- | --------------------- |
|                        |       |                       |

| Jeonbuk Hyundai Motors        | 2 – 0 | Gimpo Hallelujah |
| ----------------------------- | ----- | ---------------- |
| Ze Carlo 82 Wang Jung-Hyun 87 |       |                  |

| Ulsan Hyundai Mipo Dolphin     | 2 – 1 | Gangneung City  |
| ------------------------------ | ----- | --------------- |
| Lee Jae-Chun 5 Kim Young-Ki 78 |       | 65 Cho Hyun-Doo |

#### Vòng 16 đội
| Jeonbuk Hyundai Motors | 0 – 0 | Incheon United |
| ---------------------- | ----- | -------------- |
|                        |       |                |

| Chunnam Dragons | 1 – 0 | Busan I'Park |
| --------------- | ----- | ------------ |
| Kim Ho-Yoo 85   |       |              |

| Daegu FC                                                                       | 6 – 0 | Đại học Chungang |
| ------------------------------------------------------------------------------ | ----- | ---------------- |
| Dinei 8 Lee Sang-Il 16 Kim Hyun-Soo 21 Hwang Yeon-Seok 46 Jang Nam-Seok 74, 83 |       |                  |

| Gyeongnam FC                     | 2 – 1 | Incheon Korea National Railway |
| -------------------------------- | ----- | ------------------------------ |
| Shin Byung-Ho 28 Kim Sung-Kil 61 |       | 71 Kim Nam-Woo                 |

| Goyang KB Kookmin Bank | 0 – 0 | Gwangju Sangmu |
| ---------------------- | ----- | -------------- |
|                        |       |                |

| Ulsan Hyundai Mipo Dolphin | 1 – 2 | Đại học Honam                   |
| -------------------------- | ----- | ------------------------------- |
| Kim Young-Hoo 17           |       | 23 Lee Sung-Kyu 89 Kim Jun-Beom |

| Suwon Samsung Bluewings | 1 – 1 | Daejeon Citizen |
| ----------------------- | ----- | --------------- |
| Lee Sa-Vik 85           |       | 81 Gong O-Kyun  |

| FC Seoul                                            | 3 – 1 | Pohang Steelers                |
| --------------------------------------------------- | ----- | ------------------------------ |
| Kim Eun-Jung 44 Jung Jo-Gook 53 Park Chu-Young 90+1 |       | 77 Luciano Henrique de Gouveia |

#### Tứ kết
| FC Seoul                  | 2 – 2 | Suwon Samsung Bluewings            |
| ------------------------- | ----- | ---------------------------------- |
| Park Chu-Young 67 Dudu 77 |       | 52 Elpídio Silva 88 Mato Neretljak |

| Goyang KB Kookmin Bank | 1 – 1 | Gyeongnam FC    |
| ---------------------- | ----- | --------------- |
| Yoon Bo-Young 7        |       | 42 Kim Jin-Yong |

| Chunnam Dragons             | 2 – 0 | Daegu FC |
| --------------------------- | ----- | -------- |
| Selmir 3 Ju Kwang-Youn 90+2 |       |          |

| Incheon United                 | 2 – 1 | Đại học Honam   |
| ------------------------------ | ----- | --------------- |
| Kim Chi-Woo 17 Choi Hyo-Jin 72 |       | 22 Lee Sung-Kyu |

#### Bán kết
| Goyang KB Kookmin Bank | 0 – 2 | Suwon Samsung Bluewings              |
| ---------------------- | ----- | ------------------------------------ |
|                        |       | 45+1 Elpídio Silva 90+3 Baek Ji-Hoon |

| Incheon United | 0 – 0 | Chunnam Dragons |
| -------------- | ----- | --------------- |
|                |       |                 |

#### Chung kết
| Suwon Samsung Bluewings | 0 – 2 | Chunnam Dragons                 |
| ----------------------- | ----- | ------------------------------- |
|                         |       | 56 Song Jung-Hyun 85 Kim Tae-Su |

| Cúp FA Hàn Quốc Đội vô địch 2006 |
| -------------------------------- |
| Chunnam Dragons Danh hiệu thứ 2  |

## Giải thưởng
- Cầu thủ xuất sắc nhất giải đấu: Kim Hyo-Il (Chunnam Dragons)
- Vua phá lưới: Jang Nam-Seok (3 bàn) (Daegu FC)